# Crewe
Crewe er en by i det vestlige England, med et indbyggertal på 55.315 (2021). Byen ligger i grevskabet Cheshire i regionen North West England. Byen var i en årrække hjemsted for Rolls Royce-bilfabrikkerne, og er desuden et jernbaneknudepunkt for hele det nordvestlige England.

## Sport
Crewe er hjemby for fodboldklubben Crewe Alexandra F.C.